# 바비 조던

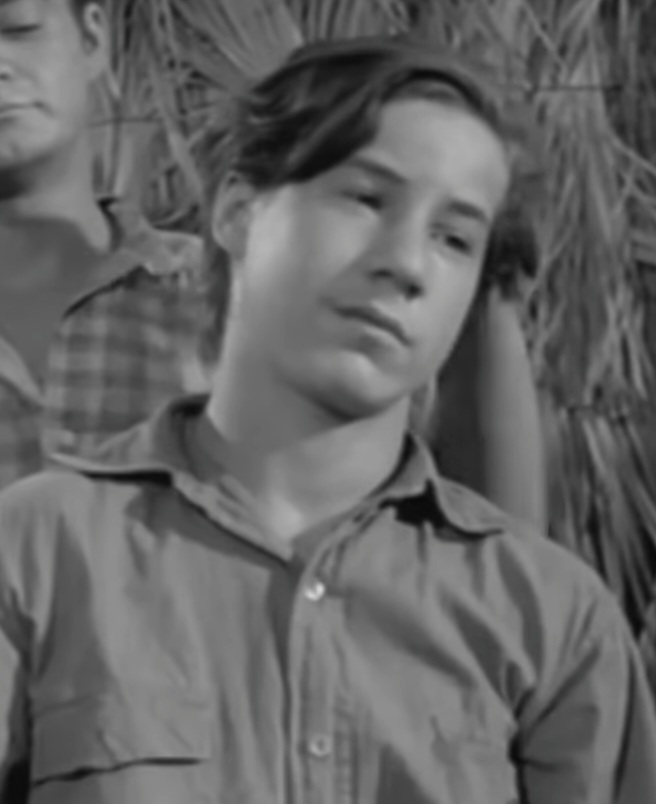

바비 조던(Bobby Jordan, 1923년 4월 1일 ~ 1965년 9월 10일)은 미국의 배우, 영화배우이다.
해리슨 (뉴욕주)에서 태어났으며 로스앤젤레스에서 사망하였다. 사인은 간경변이다.

## 영화
- 블라인드 사이드 (2009년)
- 더럽혀진 얼굴의 천사 (1938년)
- 출입 금지 (1937년)
- 키드 밀리언스 (1934년)